# Каталония в миниатюре
«Катало́ния в миниатюре» (кат. Catalunya en Miniatura) — парк миниатюр, расположенный в муниципалитете Торрельес-де-Льобрегат провинции Барселона (Испания). Площадь парка составляет 60 000 м², из них 35 000 м² занимают модели различных сооружений. Парк является одной из крупнейших подобных экспозиций в мире и крупнейшей в Европе. В парке представлены 147 моделей дворцов, церквей, мостов и других сооружений из Каталонии и Мальорки. В парке представлены все главные работы архитектора Антонио Гауди.